# ミューズと詩人
『ミューズと詩人』（フランス語：La Muse et le Poète）作品132は、カミーユ・サン＝サーンスが作曲したヴァイオリン、チェロ、管弦楽のための協奏的作品。ピアノ伴奏版も存在する。

## 概要
サン＝サーンスは1909年頃、かねてから親交のあった2人の奏者、ヴァイオリニストのウジェーヌ・イザイとチェリストのジョセフ・オルマン (Joseph Hollmann) を共演させる作品を構想し始めた。1910年に入ってヴァイオリン、チェロ、ピアノというピアノ三重奏の編成で作品は完成し、同年中に管弦楽伴奏版も書かれた。献呈はサン＝サーンスの支援者であったJ＝アンリ・カルエット夫人 (Madame J.-Henry Carruette) の追憶に行われた。これは夫人が1908年に亡くなっておりサン＝サーンスが哀悼の意を表したかったことと、イザイとオルマンには弦楽四重奏曲第1番とチェロ協奏曲第2番をそれぞれ既に献呈していたことによる。
ピアノ伴奏版の初演は1910年6月7日にロンドンのクイーンズ・ホールで、イザイ、オルマン、サン＝サーンスによって行われた。管弦楽伴奏版は同年の10月20日、パリのサラ・ベルナール劇場において、同じ独奏者、フェルナン・ル・ボルヌ (Fernand Le Borne) の指揮で初演された。
独奏者たちに要求される技術は高度なものだが、サン＝サーンスが「二つの楽器の対立ではなく、対話を表現したかった」と語ったように、ヴィルトゥオジックな表現よりもむしろ、管弦楽も含めた調和や、充実した音楽表現が必要となる。円熟した楽器の扱いや、豊かな音楽的発想力、自然な筆致を見ることができ、作曲者の晩年の作品でも特に注目すべきものの一つである。
「ミューズと詩人」という題名はサン＝サーンスが付けたものではなく、出版社のデュランから提案されたものであるため、いわゆる標題音楽とは言い難い。それまでサン＝サーンスは、一貫して「二重奏」(duo)とのみこの作品を呼んでいた。

## 楽器編成
独奏ヴァイオリン、独奏チェロ、フルート2、オーボエ2、クラリネット2、ファゴット2、ホルン2、トランペット2、トロンボーン3、ティンパニ、ハープ、弦五部

## 構成
基本的には自由な形式をとるが、大きく3部分に分けて考えることができる。演奏時間はおよそ15分から16分。
第1部はホ短調、6/8拍子、アンダンティーノで始まる。オーケストラの主題提示に続いて独奏楽器がレチタティーヴォを奏で、その後もオーケストラと独奏楽器が代わる代わる美しい旋律を歌い交わす。
第2部は変ロ長調、2/4拍子、アレグレット・モデラートで始まる。ヴァイオリンの小カデンツァに続いて、チェロによる休符を多く含んだ主題が提示され、この主題がテンポや調を変えながら変容していく。チェロによるクライマックスは断ち切られ、ハープの伴奏の上にヴァイオリンが現れる。木管楽器の二重奏に彩られた経過句を挟んで、次の部分へと続く。
第3部ではチェロの小カデンツァに続いて、第1部が簡潔に回想される。3/4拍子となるとヴァイオリンに新たな主題が現れ、これを中心として展開し、ホ長調の華やかな終結を迎える。